# دهستان سامتنلینگ
دهستان سامتنلینگ (به لاتین: Samtenling Gewog) یک دهستان در کشور بوتان است که در ناحیهٔ سرپانگ واقع شده‌است.